# Johann Martin Müller (Redaktor)
Johann Martin Müller (* 11. September  1819 in Stein; † 19. Februar 1892 in Herisau; heimatberechtigt in Stein) war ein Schweizer Redaktor mit liberaler Gesinnung und Lehrer aus dem Kanton Appenzell Ausserrhoden.

## Leben
Johann Martin Müller war ein Sohn von Martin Müller, Lehrer und Landwirt, und Regina Engler. Im Jahr 1840 heiratete er Barbara Waldburger, Tochter von Hans Konrad Waldburger.
Von 1834 bis 1836 besuchte er die Armenschule Schurtanne in Trogen und konnte seine Ausbildung von 1836 bis 1839 im Lehrerseminar in Kreuzlingen fortsetzen. Von 1839 bis 1856 arbeitete er als Lehrer in seinem Heimatort Stein und von 1856 bis 1862 in Speicher.
Müller gab zwei Lesebücher, ein Singbuch und 1862 eine Kantonskarte für den Schulunterricht, eine sogenannte Schulwandkarte, heraus. Er komponierte mehrere Lieder.
Zwischen 1875 und 1883 sass er im Revisionsrat. Von 1862 bis 1889 war er der erste vollamtliche Redaktor der Appenzeller Zeitung. Unter Müllers Leitung festigte die Zeitung ihre Vorrangstellung in Ausserrhoden sowie ihren Ruf als angesehenes liberales Blatt, das sich entschieden gegen jeglichen Konservativismus wandte. Müller fand mit seinen pointierten Kommentaren aber auch ausserhalb des Kantons Beachtung.